# Terminal (IKUのアルバム)
『Terminal』（ターミナル）は、シンガーソングライター・IKUの3作目のアルバムである。

## 概要
前作『ROBE』から約7年ぶりの発売となるオリジナル・アルバム。2018年3月30日よりI've公式ファンクラブサイト上で先行予約販売、4月6日より一般発売が開始された。2011年にジェネオン・ユニバーサル・エンターテイメントジャパンを離れ、2014年にI'veに正式参加したため、IKUのアルバムとしては初めてI'veの所属芸能事務所であるFUCTORY recordsからのリリースとなった。全13曲収録で、全曲ノンタイアップのアルバムとなっている。
本作の発売を記念し、2018年3月31日に東京・大塚 Hearts+、5月12日日に札幌・円山夜想にてレコ発ライブが行われた。
IKUのデビューからちょうど10年であり、実質10周年記念アルバムでもある。

## 収録曲
| #         | タイトル                          | 作詞      | 作曲      | 編曲           | 時間  |
| --------- | --------------------------------- | --------- | --------- | -------------- | ----- |
| 1.        | 「青の季節」                      | IKU       | IKU       | 高瀬一矢       | 5:45  |
| 2.        | 「エイト」                        | IKU       | IKU       | 高瀬一矢       | 4:23  |
| 3.        | 「koi」                           | IKU       | IKU       | C.G mix        | 3:30  |
| 4.        | 「サクラワルツ」                  | IKU       | IKU       | C.G mix        | 4:39  |
| 5.        | 「ふるゆき」                      | IKU       | IKU       | 高瀬一矢       | 4:40  |
| 6.        | 「Surge」                         | IKU・NAMI | NAMI      | NAMI           | 4:54  |
| 7.        | 「君の名前」                      | IKU       | IKU       | 高瀬一矢       | 4:58  |
| 8.        | 「おやすみ」                      | IKU       | IKU       | 高瀬一矢       | 5:46  |
| 9.        | 「わたしの物語」                  | IKU       | IKU       | 高瀬一矢       | 5:05  |
| 10.       | 「悲しみの雪」                    | IKU       | C.G mix   | C.G mix        | 4:03  |
| 11.       | 「indigo」                        | IKU       | IKU       | 高瀬一矢       | 4:30  |
| 12.       | 「さよならターミナル」            | IKU       | IKU       | 高瀬一矢・NAMI | 4:54  |
| 13.       | 「ふるゆき -NAMI Dialing remix-」 | IKU       | IKU       | NAMI           | 5:37  |
| 合計時間: | 合計時間:                         | 合計時間: | 合計時間: | 合計時間:      | 63:43 |

## 参加ミュージシャン
- ピアノ：IKU（#1-5, 7-9, 11-13）
- ギター：尾崎武士（#2, 5, 7, 9-10）、eba（#3, 11）